# Ana Torroja
Ana Torroja Fungairiño (Madrid, 28 de diciembre de 1959), III marquesa de Torroja, más conocida como Ana Torroja, es una cantante, cantautora y aristócrata española, conocida por ser la vocalista de la banda de música de pop española Mecano, la que hubo formado con los hermanos José María y Nacho Cano. 
Debutó como solista en 1997. Como tal, sus mayores éxitos son «A contratiempo», «Ya no te quiero», «Veinte mariposas», «No me canso», «Sonrisa», «Tu habitación helada» y los duetos «Corazones» (con Miguel Bosé) y «Duele el amor» (con Aleks Syntek).

## Biografía

### Infancia
Es la mayor de seis hermanos: Celia, Yago, Laura, Javier y Carlos. Su padre, José Antonio Torroja Cavanillas, II marqués de Torroja, era un prestigioso ingeniero de caminos, al igual que su abuelo Eduardo Torroja Miret, I marqués de Torroja, y quizá el mayor especialista mundial de su tiempo en construcción en hormigón. Su madre, María del Carmen Fungairiño Bringas, enfermera y ama de casa, a la que Ana estaba muy unida, era hermana del conocido y polémico fiscal Eduardo Fungairiño, y murió el 26 de septiembre de 1985, cuando Ana tenía veinticuatro años y Mecano estaba en la cima de su éxito.
Comenzó su etapa escolar en un liceo bilingüe en El Viso (barrio de Madrid), relativamente cercano a su casa familiar de entonces, en la calle Raimundo Fernández Villaverde. Posteriormente, estudió en un colegio de la Teresianas. Siendo una niña, cuenta que cantaba, a cambio de una galleta, el «frère Jacques». Su padre tocaba bien el piano; y en general, se puede decir que los Torroja estaban en contacto con la música a través de sus padres y abuelos.
Ana y José María Cano se conocieron en una fiesta que se celebraba en los apartamentos Tiuna, cerca del madrileño paseo de La Habana, hacia el año 1974, siendo ambos adolescentes (14-15 años aproximadamente). En un principio, José María se sintió más atraído por la hermana menor de Ana, Celia. Sin embargo, al poco tiempo de conocerse, comenzaron a vivir una relación amorosa de adolescentes que duró unos tres años, según ambos han manifestado en algunas entrevistas; probablemente hasta el traslado de José María a Valencia, después del verano de 1977.
Tras ese verano del 77, Ana comenzó la carrera de Económicas, que posteriormente abandonó hacia 1980, tras dos cursos académicos, coincidiendo con los orígenes de su carrera musical.

### Década de 1970: Salto a la fama con Mecano
Ana Torroja comenzó su carrera musical en 1977, formando un dúo totalmente amateur con José María Cano (en ese entonces su pareja) a la vuelta de este último a Madrid en 1979. Más tarde se les unió el hermano de José María, Nacho, para formar «el grupo español que más discos ha vendido en todo el mundo», Mecano. Inicialmente, la voz del grupo era José María, mientras que Ana se limitaba a los coros. Pero posteriormente se decidió que fuera Ana la voz principal, lo que dotó al grupo de un toque ambiguo; ya que los temas, al estar escritos por los hermanos Cano, casi siempre reflejaban un punto de vista masculino. A esto contribuyó el look un tanto masculino que Ana mostró, marcando tendencia en todas las etapas del grupo, entre 1986 y 1992. 

### Década de 1990:Puntos cardinalesy Ana, José y Nacho
Tras la última gira del grupo, en 1992, Ana decidió emprender su carrera como solista, para lo que buscó productores y compositores. Fue un trabajo difícil, ya que ella quería un estilo diferente al impuesto por el grupo Mecano, y pasaron más de dos años de trabajo (1995-1997) hasta que, en la ciudad de Londres, la artista presentó su primer material, llamado Puntos cardinales. En él juega con los medios tiempos y arreglos orquestales emparentados con la factura de la balada romántica latina. También se editó una versión para el mercado francés, Points cardinaux, que incluyó tres temas en dicho idioma, «Les murs», «Je t'ai tellement aimé» y «Ananta» (adaptaciones de «A contratiempo», «Te he querido tanto» y «Como sueñan las sirenas» respectivamente). La promoción de este disco se vio interrumpida por el fugaz regreso de su antiguo grupo en 1998, entonces lanzan al mercado el disco Ana|Jose|Nacho, del cual se esperaban conciertos. Lamentablemente, en la entrega de los premios Amigo '98, José María Cano, ante la sorpresa de Ana y Nacho (quienes desconocían que José María tuviera tal intención) anunciaba la separación definitiva del grupo. 
En el lapso de grabación de su primer disco en solitario y la expectativa del regreso de Mecano, la cantante en 1995 interpreta el tema «Cada historia» con Presuntos Implicados. En 1997 colaboró junto con Abed Arzié en el tema «Media Luna» del grupo francés Deep Forest. También realizó una colaboración, con el cantautor neoyorquino Jason Hart, en el tema «Hold on», que más tarde es publicado en 2005.

### Inicios del 2000: Pasajes de un sueño y el retorno a los escenarios con Miguel Bosé
En 1999 retomó su carrera, publicó su siguiente trabajo, Pasajes de un sueño, aquí transmite su carácter latino y cosmopolita, con ritmos latinos, con sabor a cumbia, a merengue y a son, que a su propio parecer le sirvió de experimento en la búsqueda de su identidad y para saber que «ése no era su sitio». El material fue realizado en la ciudad de Nueva York, en donde la cantante desarrolló una gran actividad como compositora. Como parte de la promoción de este álbum, Torroja inició junto Miguel Bosé el tour Girados, en mayo de 2000, una gira por toda España, Estados Unidos y parte de América Latina, que concluyó a principios del siguiente año y que significó su vuelta a los escenarios.
En 2001 Ana intentó recobrar su público francés, conquistado en la época de Mecano, lanzando el álbum Ana Torroja, del cual se escuchó el tema inédito «Mes prières», pero sin mayor trascendencia. Este álbum se completó con una gira por diferentes ciudades francesas, pero fue, según los propios comentarios de la cantante, su más sonoro fracaso, [cita requerida]sin embargo su paso por Francia fue lo que le permitió producir su siguiente trabajo. El mismo año colabora en el disco Mujer, en ayuda de la lucha contra el cáncer. De este disco se extrajo un CD sencillo promocional que incluía el tema cantado por la española, «Clara», entre otros. A continuación colaboró en la grabación del disco Duetos 2, del artista mexicano Armando Manzanero, con que interpreta el tema «Nada personal».

### 2003-2005: Sola;Frágil
En 2003 publica el álbum Frágil, en el que presentó su propuesta pop más genuina y encuentra su sitio e identidad, que la hizo presentarse por primera vez sola en vivo, en una breve gira por América y Europa, Gira Frágil. Fue el material que la consolidó como solista, y con el cual logra además numerosas nominaciones y premios como el Grammy Latino, Premios Shangay (España) y los Premios Oye (México). A pesar de las buenas críticas, el público no acogió bien el disco.
A la par de la promoción, participó con Gigi D’Alessio, en la grabación del tema inédito «Un nuevo beso». Esto, de acuerdo con Ana,[cita requerida] se dio por la voz tan particular del italiano y su carisma. Además de colaborar con su amigo Eric Mouquet, una renovada versión de «Sweet lullaby» y además de cantar para la banda sonora del film francés Livraison à domicile.
Tras ello hizo una breve pausa en su carrera musical, realizando colaboraciones puntuales con artistas como Aleks Syntek, en 2004, con quien interpretó el tema a dúo «Duele el amor», uno de sus mayores éxitos a nivel comercial. También colabora en uno de los conciertos en su país, cantando con él la canción «Las curvas de esa chica» perteneciente a Mecano. Otras destacables colaboraciones de Ana se dieron en el disco Me olvidé de vivir, cuyos beneficios fueron destinados al Proyecto Alzheimer de la Fundación Reina Sofía, donde cantó a dúo con Txetxo Bengoetxea el tema «Partir» y grabar también el tema «Solo pienso en ti» de Víctor Manuel para el programa de TVE Nuestra mejor canción.
A finales de 2004 lanzó en Hispanoamérica un disco de grandes éxitos llamado Esencial para el cual escogió las canciones que a su parecer, eran las preferidas de sus seguidores (por lo cual dejó fuera algunas significativas para ella), acompañadas de un DVD con todos sus vídeos. A principios de 2005 dicho disco se publicó en España, incluyendo una canción inédita llamada «No me canso», de Carlos Chaouen. Además, en este material Ana menciona, que representa un «punto y seguido en su carrera». Con el éxito rotundo que tuvo el grupo galo Psy 4 de la Rime con la canción «Une femme avec une femme» en 2005, Ana decide colaborar, para lo que sería «Enfants de la lune». El mismo año da a luz a su primera hija, que recibió el nombre de Jara, con su marido, el ingeniero de sonido cordobés Rafael Duque.

### 2006-2008:La fuerza del destino
Ya en el verano de 2006 realizó la gira La fuerza del destino, una gira que en principio iba a ser el regreso a los escenarios del grupo español Mecano, pero debido a los desacuerdos con los hermanos Cano, la vocalista decidió realizar un particular homenaje a su antiguo grupo, obteniendo un éxito rotundo en España e Hispanoamérica, reviviendo momentos y canciones de antaño. También publicó un disco titulado Me cuesta tanto olvidarte recuperando trece canciones de su exgrupo versionadas de manera novedosa, con sonoridades muy diferentes de las originales. Así por ejemplo, «Hijo de la Luna» adopta un aire de huapango y «Barco a Venus» se convierte en una rumba.
En junio de 2007 ofreció una breve actuación con su antiguo compañero Nacho Cano en la plaza de Colón de Madrid con motivo del Día Mundial contra las Drogas. En el concierto, ante 4500 personas, interpretaron tres antiguos éxitos de Mecano.
En 2008, Ana decide colaborar con Schiller, artista alemán de música electrónica, poniendo voz al tema «¿Por qué te vas?». El 17 de mayo de ese mismo año, es invitada por Aleks Syntek a colaborar en el macro concierto de la Fundación Alas, en la ayuda de los niños de Hispanoamérica. Interpretó «Me cuesta tanto olvidarte», «Duele el amor», «Corazones» y «Te amaré» (con todos los artistas invitados).

### 2009-2014:Sonrisa
En 2009 interpretó con Raphael, la canción «Hijo de la luna». Meses después colaboró con el guitarrista del grupo Maná, Sergio Vallín en la canción «Por qué no te vas».
La cantante participó en un concierto solidario en La Farga de Hospitalet (Barcelona) para apoyar en proyecto Voces x1 Fin: Juntos por Mali, en el que músicos y actores han puesto su voz siguiendo la estela de la iniciativa por el Sahara. Ha colaborado en esta ONG para realizar una eventual escuela musical y ayudar con un granito de arena para desarrollar capacidades artísticas, «Estamos perdiendo la esencia de las cosas, nos rodeamos de demasiada cosas materiales que no complica la existencia. Debemos ser más puro y sencillo», replicó.
En el 2010 lanzó su quinto título en español, Sonrisa, producido por el venezolano Andrés Levin (quien ya produjo el álbum Pasajes de un sueño, y el tema «No me canso»). El primer sencillo fue «Sonrisa», tema axioma, pegadizo y con un positivismo puro que da nombre al proyecto. El segundo «Tu habitación helada», algo más electrónica y a la vez relacionada con la ruptura amorosa. En mayo de 2011 se lanza el tercer sencillo «Soy», un tema más sonoro, personal y acorde a su voz. Hay que señalar, en general, que la exigua participación de la discográfica no ha permitido el alcance esperado.
En junio participa en el homenaje del tenor Plácido Domingo, que interpretó «Hijo de la luna» en versión orquestal. En septiembre honra al pintor Salvador Dalí, interpretando un poema.
En julio y de forma excepcional, la artista realizó con la Banda Sinfónica del Liceo Municipal de la Música de Moguer, en Huelva, un repertorio orquestal repasando canciones de Mecano y de su último disco. El espectáculo llamado Me cuesta tanto olvidarte tuvo dos ocasiones más: el 14 de agosto en Torrelavega (Cantabria) y el 11 de noviembre en Castellón.
Mientras tanto, la española prepara y continuará con una serie de conciertos ya confirmados para invierno y primavera del próximo año, apostando un recital más íntimo y sonoro. La gira Soy estará acompañada por una banda de cuatro músicos y dos coros, un repertorio que contemplará tanto sus éxitos en solitario, como los emblemáticos temas de Mecano, con ritmos diferentes y distintas maneras de acercarse al público.

### 2015-2018:ConexiónAna Torroja
El 5 de mayo de 2015 Ana Torroja preparó el lanzamiento de Conexión, siendo este su primer disco en vivo completamente en solitario, donde recopiló lo mejor de Mecano, algunos temas de su carrera solista y cuatro temas inéditos: «Disculpa», «Infiel», «A tus pies» y «Quiero llorar». En algunos de los temas se hace acompañar por celebridades como Sasha, Benny y Erik (50 palabras, 60 palabras o 100), Paty Cantú (Mujer contra mujer), Leonel García (Me cuesta tanto olvidarte), Miguel Bosé (El 7 de septiembre), Aleks Syntek (Duele el amor), Ximena Sariñana, Carla Morrison (Un año más), Los Ángeles Azules  (Me cuesta tanto olvidarte), Los Ángeles Azules y MC Davo (Ay amor).
Este es el primer trabajo realizado bajo la producción de su nuevo sello discográfico OCESA Seitrack, que cuenta con la colaboración de Sony Music en la distribución del material. La producción corre a cargo de Áureo Baqueiro quien estuvo con Ana Torroja en el proceso de selección de temas y de artistas para interpretarlos. Así como temas como «Disculpa» de la autoría de Paty Cantú y Áureo Baqueiro, dos temas más de Paty Cantú y una de Hanna Nicole y Ashley Grace de Ha*Ash junto con Pablo Preciado de Matisse.
El material fue grabado en los Estudios Churubusco de la Ciudad de México ante una selecta audiencia de más de 900 invitados. Para promocionar el disco, realizó presentaciones en diferentes medios de comunicación de México a partir del 24 de marzo promocionando su primer sencillo titulado Disculpa, así como en España.
Durante el año 2016, Ana se desempeñó como entrenadora en el programa televisivo The Voice Chile de Canal 13 en Chile durante su segunda temporada, siendo ganadora, junto a su pupila Javiera Flores. Ese mismo año colabora, junto con otros artistas, en una canción solidaria de La Oreja de Van Gogh, titulada «Estoy contigo». Una canción dedicada a la lucha contra el Alzheimer y cuya recaudación iría destinada a la lucha contra esa enfermedad.
El 10 de septiembre de 2018 se anunció que sería jurado de OT 2018, sustituyendo a Mónica Naranjo. Participó en el formato en doce de sus catorce galas.

### 2019-2021:Mil razones
A inicios del 2019, Ana Torroja presentó una canción cercana al pop y la electrónica llamada "Llama", como el primer sencillo del próximo álbum de estudio que se esperaba lanzar en 2020. A principios del mes de junio estrenó el segundo sencillo "Antes", la cual nuevamente la trajo a los sonidos electropop que popularizó con Mecano. El 12 de octubre arrancó su gira Tour Volver en el Auditorio Nacional, con invitados como Miguel Bosé y Aleks Syntek, que debió suspenderse debido a la pandemia mundial del Covid-19 y que se retomó en julio de 2021 en España. Finalmente, el 2 de julio de 2021 se editó el álbum Mil razones, en un principio solo para descarga digital. El álbum, según las palabras de Ana «es un reencuentro con la música electrónica, el lugar donde yo nací, musicalmente hablando, pero de la mano de gente muy joven. Es como muy renovado». De entre las nueve canciones que componen el álbum destaca «Hora y cuarto», primera colaboración entre Ana Torroja y Alaska.
En julio de 2021, tras la muerte de su padre el ingeniero madrileño José Antonio Torroja, sucedió en el título de marquesa de Torroja.
El 5 de julio de 2023, tras varios programas, consigue ser la ganadora de la tercera edición del programa Mask Singer, de Antena 3, caracterizada con el personaje de Ratita y participando con fenomenales versiones de las canciones Shallow, Think, Total Eclipse of the Heart o Strong Enough.

### Matrimonio e hija
Se casó con Rafael Duque, quien fue su ingeniero de sonido y con quien tuvo a su única hija, Jara Duque Torroja, nacida en Madrid en el año 2005. Actualmente reside en la Ciudad de México, México.

## Discografía

### Como solista
Álbumes de estudio:
- 1997: Puntos cardinales
- 2000: Pasajes de un sueño
- 2003: Frágil
- 2006: Me cuesta tanto olvidarte
- 2010: Sonrisa
- 2021: Mil razones

Álbumes de estudio en otros idiomas:
- 1997: Points cardinaux
- 2001: Ana Torroja

### Con Mecano
- 1982: Mecano
- 1983: ¿Dónde está el país de las hadas?
- 1984: Ya viene el Sol
- 1985: Mecano en concierto
- 1986: Entre el cielo y el suelo
- 1988: Descanso dominical
- 1991: Aidalai
- 1998: Ana|José|Nacho

## Giras musicales
- Tour Girados (2000)
- Gira Frágil (2003)
- Tour La Fuerza del destino (2006)
- Gira Soy (2011-13)
- Tour Conexión (2015-2019)
- Yo fui a EGB, 
La Gira (2018-2019)
- Tour Volver (2019-2023)
- 90's Pop Tour (2021-2022)

## Condecoraciones y premios
- Cruz del mérito pro Merito Melitensi
- Premio de la Academia Española de la Radio

## Condena por delitos fiscales
La cantante fue condenada el 9 de abril de 2014 por tres delitos contra la Hacienda Pública por el impago de impuestos en España en los ejercicios fiscales de 2003, 2006 y 2007. La artista simuló su residencia en el Reino Unido, donde decía que tributaba, y cobraba a través de sociedades pantalla en España, Países Bajos y los paraísos fiscales de Antillas Holandesas y Panamá. Ana reconoció los delitos y fue condenada a prisión durante quince meses, sustituidos por 9000 euros de multa, y al ingreso de las cantidades defraudadas, con una multa del 70 %.